# Верх-Ис

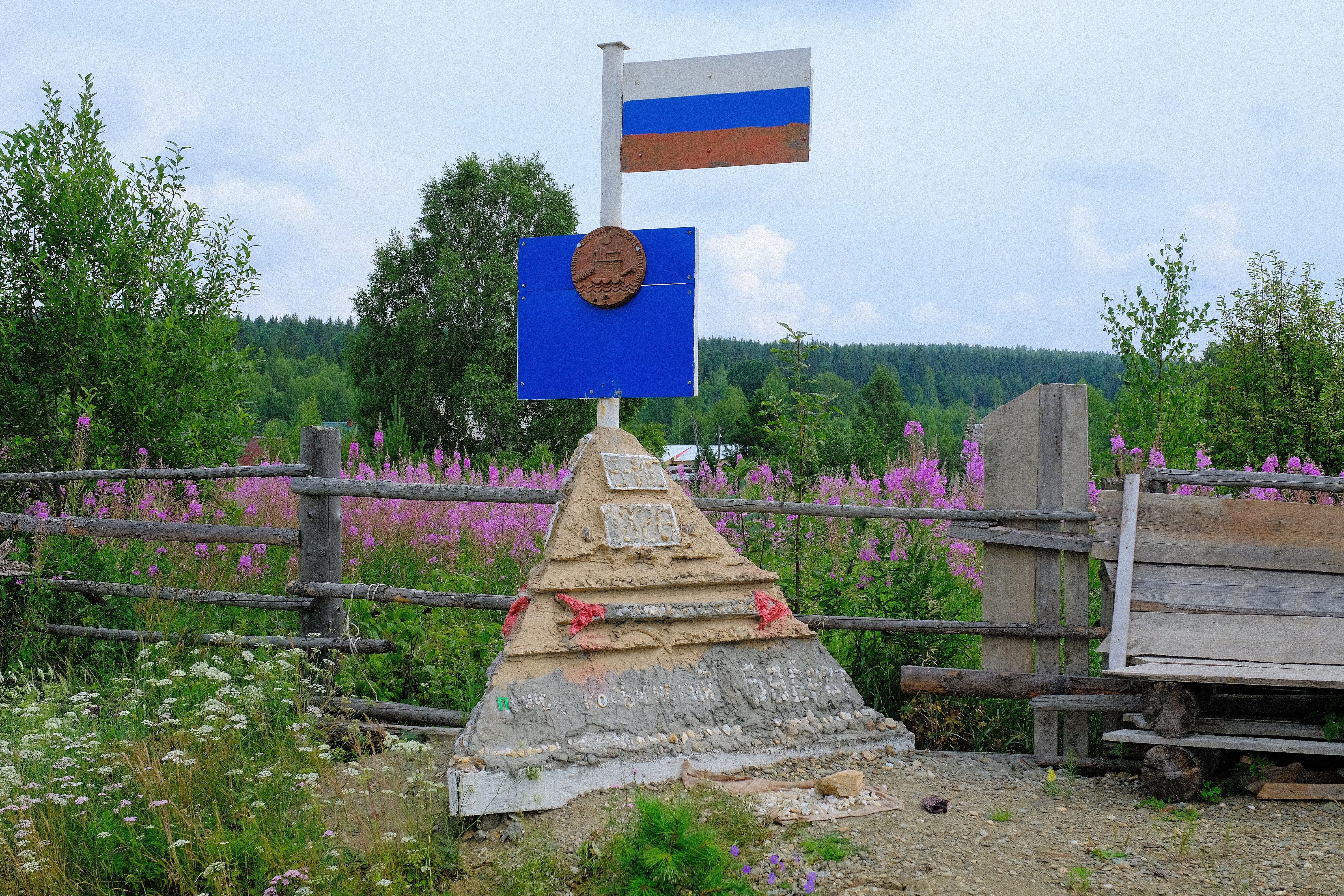
Импровизированный монумент на обочине

Верх-Ис — посёлок в Нижнетуринском муниципальном округе Свердловской области России.

## Географическое положение
Верх-Ис расположен в 35 километрах (по автодороге в 47 километрах) к северо-западу от города Нижней Туры, на правом берегу реки Ис (левого притока Туры), напротив устья реки Лабазки-Исовской. В окрестностях посёлка расположен ботанический природный памятник — Верхнеисовский кедровник.

## Население
| 2002 | 2010 | 2021 |
| ---- | ---- | ---- |
| 27   | ↘25  | ↘16  |